# Ilona Rolfes
Ilona Rolfes (* 1973 in Hagen) ist eine deutsche Professorin der Elektrotechnik und zurzeit Leiterin des Lehrstuhls für Hochfrequenzsysteme an der Ruhr-Universität Bochum.

## Berufliche Laufbahn
Rolfes absolvierte ein Studium der Elektrotechnik und Informationstechnik an der Ruhr-Universität Bochum. Von 1997 bis 2005 arbeitete sie anschließend am Bochumer Institut für Hochfrequenztechnik als Wissenschaftliche Mitarbeiterin. 2002 promovierte sie im Bereich der hochfrequenten Präzisionsmesstechnik. Ihre Dissertation trug den Titel Methoden zur Präzisions-Messung der Streu- und Rauschparameter linearer Zweitore im Mikrowellenbereich. Mitte 2005 folgte sie dem Ruf einer Juniorprofessur an die Leibniz Universität Hannover. Ab Anfang 2006 leitete sie dort das Institut für Hochfrequenztechnik und Funksysteme. 2010 kehrte sie zurück an die Ruhr-Universität Bochum und leitet dort den Lehrstuhl für Hochfrequenzsysteme an der Fakultät für Elektrotechnik und Informationstechnik. Ihre Forschungsschwerpunkte sind vektorielle Netzwerkanalyse, Material- und Rauschcharakterisierung, Sensorik für Radarsysteme und drahtlose Kommunikationssysteme.
Rolfes ist Mitglied verschiedener Kommissionen des VDE und des IEEE und gehört dem Präsidium des Deutschen Hochschulverbandes an. 
2001 wurde sie für ihre Forschungsarbeiten mit dem Europäischen Mikrowellenpreis und 2009 mit dem EEEfCOM-Innovationspreis ausgezeichnet. 2011 erhielt sie vom IEEE den Outstanding Young Engineer Award. 2023 wurde Rolfes zum Mitglied der Nordrhein-Westfälischen Akademie der Wissenschaften und der Künste gewählt.